# Hudson (Colorado)
Hudson és una població dels Estats Units a l'estat de Colorado. Segons el cens del 2000 tenia 1.565 habitants.

## Demografia
Segons el cens del 2000, Hudson tenia 1.565 habitants, 485 habitatges, i 388 famílies. La densitat de població era de 260,5 habitants per km².
Dels 485 habitatges en un 49,3% hi vivien nens de menys de 18 anys, en un 66,6% hi vivien parelles casades, en un 7,6% dones solteres, i en un 19,8% no eren unitats familiars. En el 15,7% dels habitatges hi vivien persones soles el 2,7% de les quals corresponia a persones de 65 anys o més que vivien soles. El nombre mitjà de persones vivint en cada habitatge era de 3,23 i el nombre mitjà de persones que vivien en cada família era de 3,64.
Per edats la població es repartia de la següent manera: un 36,4% tenia menys de 18 anys, un 8,4% entre 18 i 24, un 33,2% entre 25 i 44, un 17,1% de 45 a 60 i un 4,9% 65 anys o més.
L'edat mediana era de 29 anys. Per cada 100 dones de 18 o més anys hi havia 111,7 homes.
La renda mediana per habitatge era de 45.673 $ i la renda mediana per família de 48.393 $. Els homes tenien una renda mediana de 36.108 $ mentre que les dones 23.088 $. La renda per capita de la població era de 15.613 $. Entorn del 6,9% de les famílies i l'11,7% de la població estaven per davall del llindar de pobresa.

## Poblacions més properes
El següent diagrama mostra les poblacions més properes.